# Jakowszczyzna
Jakowszczyzna – dawny folwark i zaścianek. Tereny, na których leżały, znajdują się obecnie na Białorusi, w obwodzie witebskim, w rejonie dokszyckim, w sielsowiecie Tumiłowicze.

## Historia
W czasach zaborów w gminie Tumiłowicze, w powiecie borysowskim, w guberni mińskiej Imperium Rosyjskiego.
W dwudziestoleciu międzywojennym folwark i zaścianek leżały w Polsce, w województwie wileńskim, w powiecie duniłowickim, od 1926 w powiecie dziśnieńskim, w gminie Tumiłowicze, a następnie w gminie Dokszyce.
Według Powszechnego Spisu Ludności z 1921 roku zamieszkiwały folwark 23 osoby, 16 było wyznania rzymskokatolickiego, a 7 prawosławnego. Jednocześnie 16 mieszkańców zadeklarowało polską przynależność narodową, a 73 białoruską. Były tu 3 budynki mieszkalne. W 1931 folwark w 4 domach zamieszkiwały 23 osoby, a zaścianek w 2 domach 13 osób.
Wierni należeli do parafii rzymskokatolickiej w Dokszycach i prawosławnej w Tumiłowiczach. Miejscowość podlegała pod Sąd Grodzki w Dokszycach i Okręgowy w Wilnie; właściwy urząd pocztowy mieścił się w Tumiłowiczach.